# Jean-Louis Tournadre
Jean-Louis Tournadre, född den 17 november 1959, är en fransk f.d. roadracingförare som chockade roadracingvärlden med att vinna 250GP 1982. Han tog sin enda Grand Prix-seger detta år.

## Segrar 250GP
| Nr | Grand Prix | År   |
| -- | ---------- | ---- |
| 1  | Frankrike  | 1982 |